# 粗安岩

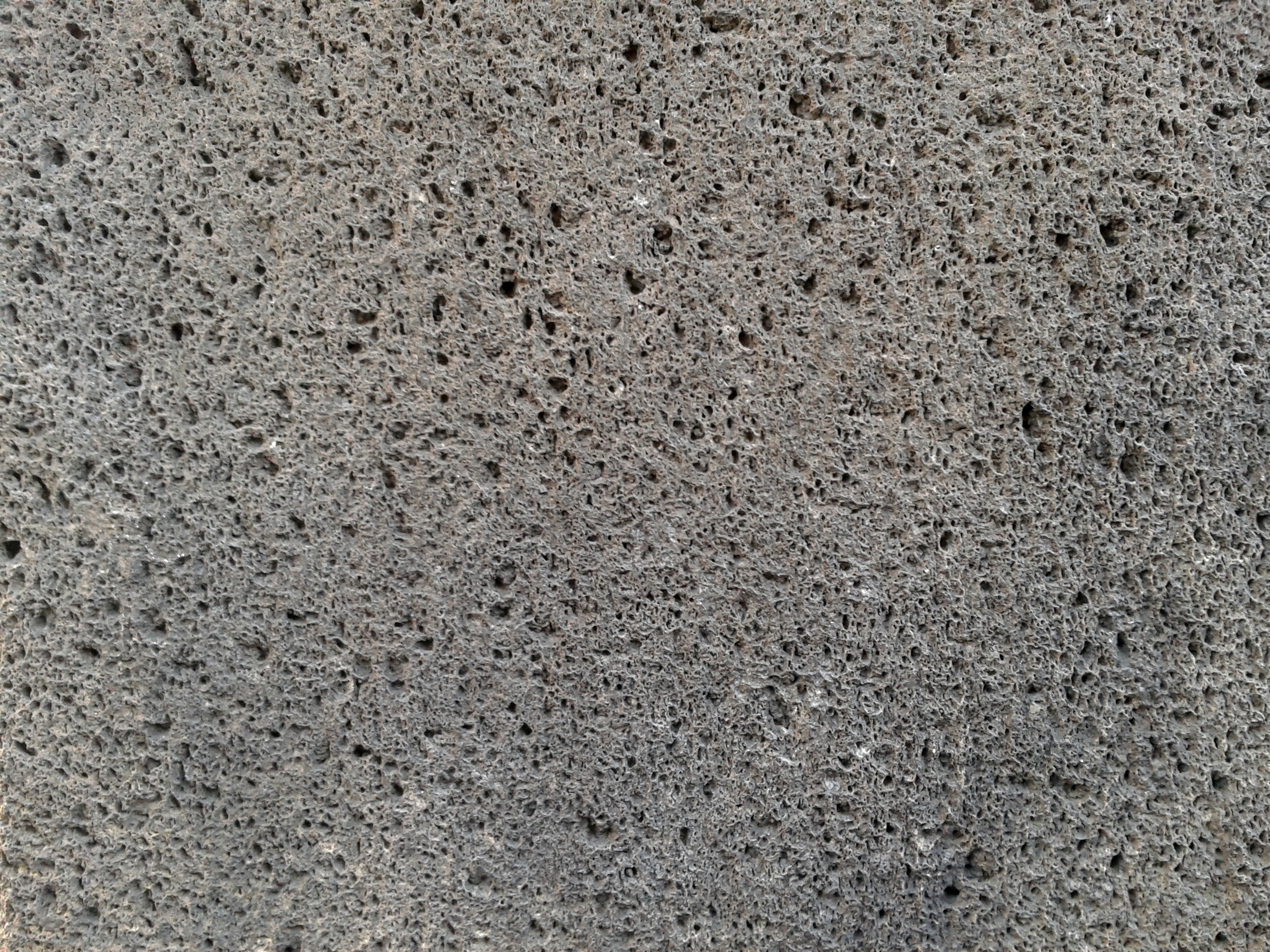
粗安岩的熔岩切塊，標本地點：法國 Auvergne ，Auvergne；被用於法國 Clermont-Ferrand Cathedral 牆壁的一部分建築石料

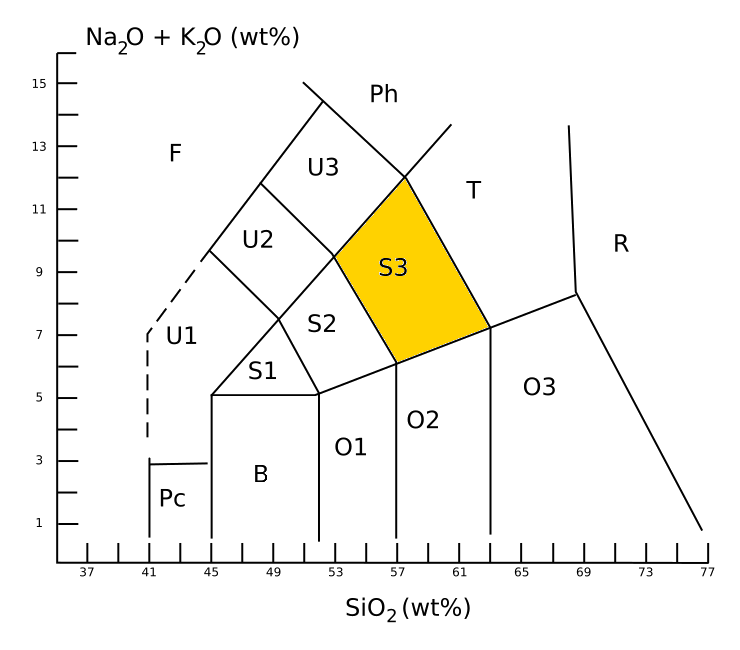
粗安岩在 TAS 圖中的 S3 區

粗安岩（英語：Trachyandesite）是一種喷出火成岩，成分介於粗面岩和安山岩之間。 它幾乎不含游離石英，以鈉質斜長石和鹼長石為主。 它是由富含鹼金屬和中含量的二氧化矽的熔岩冷卻形成的。 
到 1985 年，粗安岩一詞未被廣汎引用，但后来又被用來描述在TAS 分類S3 區域內的喷出火成岩。粗安岩又分為富含鈉的歪長粗面岩和富含鉀的安粗岩 。
粗安岩岩漿可產生爆炸性的普林尼式火山噴發，例如，1815 年在坦博拉的噴發。 2010 年，Eyjafjallajökull 火山噴發 擾亂了歐洲和跨大西洋10 月 14 日至 18 日的航行 。其中一段時間里以噴發粗安岩為主。

### 岩石學
粗安岩的特徵是二氧化矽含量接近 58%，總鹼金屬氧化物含量接近 9%。 在TAS 圖的 S3 區域内。粗安岩的特點是鈉斜長石含量高，通常是中長石，並且含有至少 10% 的鹼長石。常見的鎂鐵質副礦物有角閃石、黑雲母或輝石。 有少量霞石，磷灰石是常見的副礦物。 粗安岩在 QAPF分類圖表中不是公認的岩石類型，該分類基於實際礦物含量。 在這種分類中，安粗岩被認可，而歪長粗面岩被歸類于安粗岩或安山岩領域。 
粗安岩的岩漿的硫含量相對較高，它們的火山噴發可以向平流層注入大量的硫。 在岩漿中的硫被含在硬石膏的斑晶内。 1982 年的 El Chichón 噴發產生了富含硬石膏的粗安岩的浮石
，並釋放出 2.2 × 107 公噸硫。

### 品種
富含鈉的粗安岩（%Na2O > %K2O + 2）被稱為歪長粗面岩，而含鉀較多的被稱為安粗岩。 含有 似長石 的安粗岩 有時被稱為碱长粗安岩(tristanite )。 玄武岩質粗安岩是趨向玄武岩的過渡物，同樣有兩個變種，橄榄粗安岩（富鈉）和橄榄玄粗岩（富鉀）(shoshonite)。

### 產地
粗安岩是屬鹼性岩漿系列的一員，其中鹼性玄武岩岩漿在地下時經歷了分離結晶。 這個過程從岩漿中去除鈣、鎂和鐵  。 因此，粗安岩在鹼性岩漿噴發的任何地方都有，包括海洋島嶼的晚期噴發 以及大陸裂谷和地幔柱。粗安岩在黃石地區被發現，屬於Absaroka 火山超群的一部分。在中美洲和坦博拉山的弧形火山噴發物也有。